# Granuler

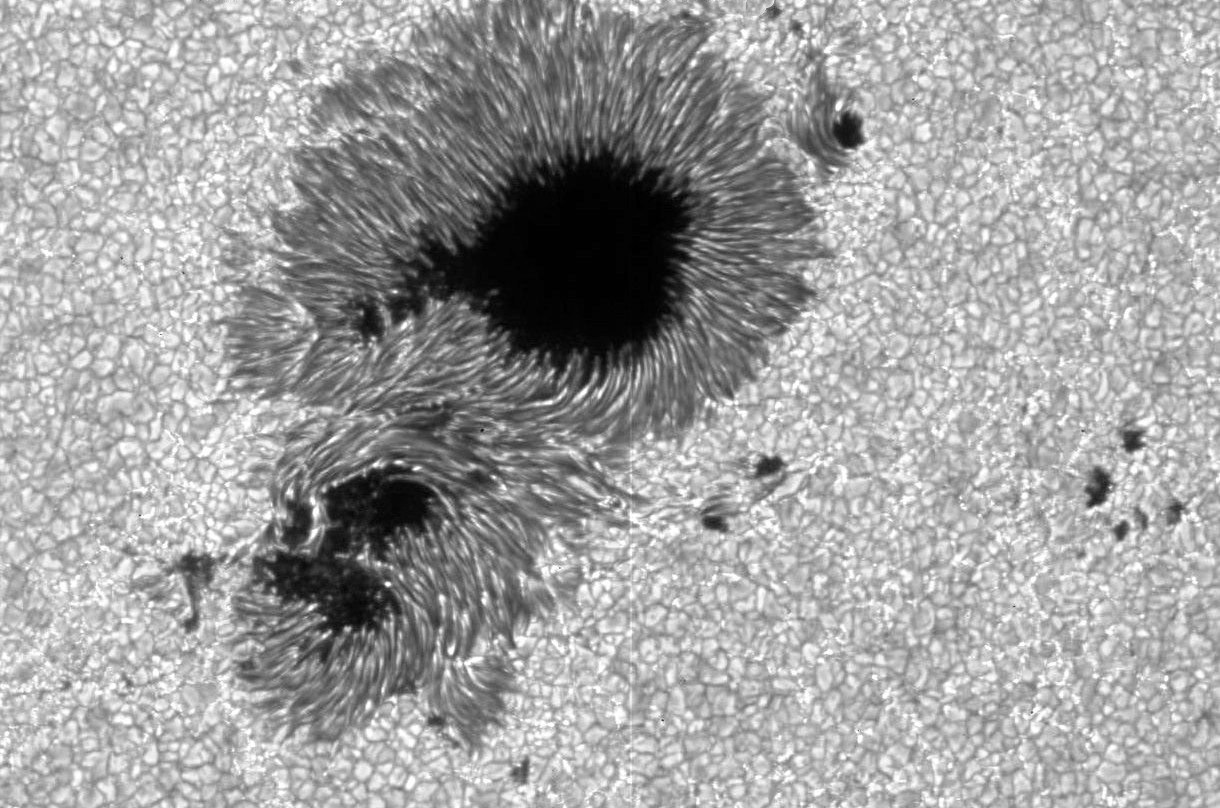
Detaljerad bild av en solfläck och den omgivande solytan. Det täta, celliknande mönstret som omger solfläcken är granulation, där respektive "cell" kallas granul.

Granulation leder hit. För granulation inom medicin, se läkkött. För korn i allmänhet, se granulat.

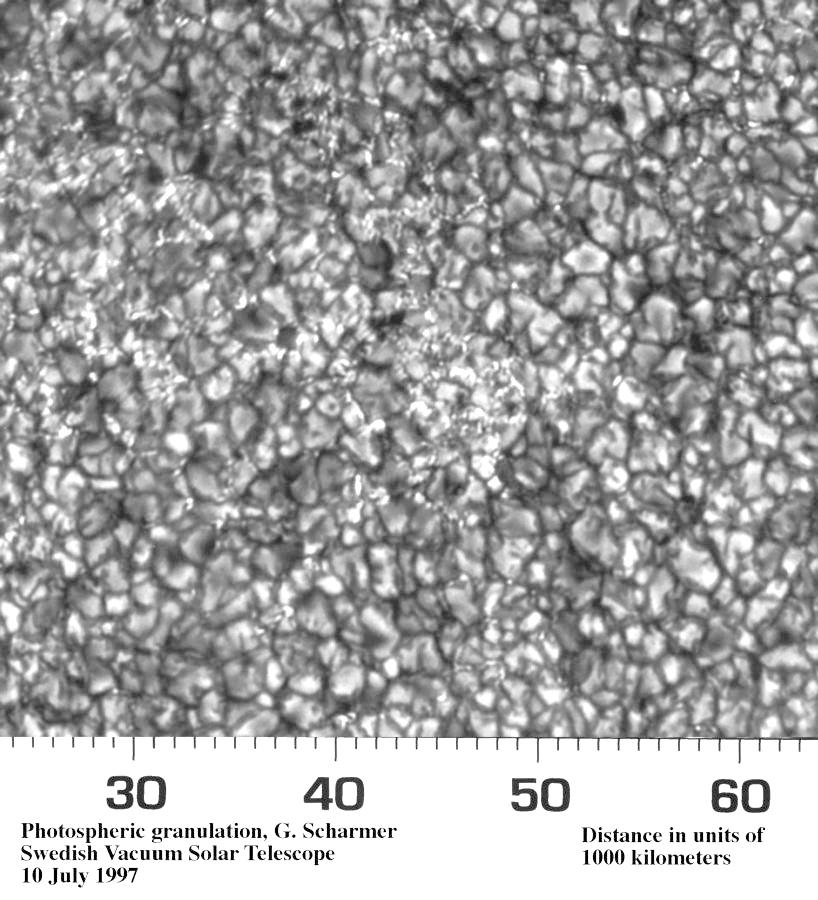
Granuler på solytan. Varje delstreck på skalan är 1000 kilometer.

Granuler är små ljusare områden på solytan som orsakas av konvektioner, det vill säga värme som stiger upp från solens inre.
En typisk granul är ungefär 1 500 km i diameter och existerar i omkring 8–20 minuter innan den upplöses.